# Meolo
Meolo (velenceiül Mègolo) település Olaszországban, Veneto régióban, Velence megyében. Lakosainak száma 6192 fő (2023. január 1.). Meolo Fossalta di Piave, Musile di Piave, Roncade, Monastier di Treviso és Quarto d'Altino községekkel határos.

## Népesség
A település népességének változása:
| Lakosok száma | 6379 | 6345 | 6192 |
|               | 2017 | 2018 | 2023 |